# James Frothingham
 James Frothingham  est un peintre portraitiste américain qui a travaillé dans le Massachusetts et à New York. Il est né en 1786 et mort en 1864. Après avoir débuté dans l’atelier de voiture de son père, il devient l’élève du peintre Gilbert Stuart. Il vécut dans la région de Boston, puis déménagea à New York en 1826. Il enseigna sa fille Sarah C. Frothingham qui devint peintre miniaturiste.